# (231307) Peterfalk
(231307) Peterfalk est un astéroïde de la ceinture principale.

## Description
(231307) Peterfalk est un astéroïde de la ceinture principale. Il fut découvert le 28 janvier 2006 par l'astronome Jean-Claude Merlin et présente une orbite caractérisée par un demi-grand axe de 2,8677767 UA, une excentricité de 0,0785365 et une inclinaison de 1,07379° par rapport à l'écliptique.
Il fut nommé en l'honneur de l'acteur américain, Peter Falk (1927-2011), connu principalement pour son rôle dans la série télé « Columbo ».

## Compléments